# 273
Het jaar 273 is het 73e jaar in de 3e eeuw volgens de christelijke jaartelling.

## Gebeurtenissen

### Europa
- Tetricus I, keizer van het Gallische keizerrijk, benoemt zijn zoon Tetricus II tot caesar en toekomstige troonopvolger.
- De filosoof Cassius Longinus wordt geëxecuteerd wegens zijn betrokkenheid bij de opstand van koningin Zenobia.

### Perzië
- Bahram I (r. 273 - 276) volgt zijn broer Hormazd I op als koning van het Perzische Rijk.

## Overleden
- Cassius Longinus, Grieks filosoof en politiek adviseur
- Hormazd I, koning van de Sassaniden (Perzië)